# Sof'ja Fëdorova
Sof'ja Vjačeslavovna Fëdorova (in russo Софья Вячеславовна Фёдорова?; Mosca, 4 settembre 1998) è un'ex snowboarder russa.

## Biografia
Nata a Mosca, Fëdorova ha cominciato a praticare lo snowboard all'età di tredici anni
Nella stagione 2013-2014, ai Campionati russi ha ottenuto il secondo posto nello slopestyle e il terzo nell'halfpipe; l'anno successivo ha ottenuto un titolo nazionale. Nella stagione 2015-2016 ha vinto tre gare di coppa Europa nello slopestyle; nel 2015 ha vinto i Campionati del mondo juniores nel big air.
Durante la stagione 2017-2018 ha conquistato il suo primo podio in Coppa del mondo, vincendo la gara di slopestyle dell'Alpe di Siusi il 16 marzo 2018; con questa vittoria Fëderova si è assicurata la sua prima Coppa del mondo di specialità.

## Palmarès

### Mondiali juniores
- 1 medaglia:
  - 1 oro (big air ad Alpe di Siusi 2016)
  - 1 argento (slopestyle ad Alpe di Siusi 2016)

### Coppa del Mondo
- Vincitrice della Coppa del Mondo di slopestyle nel 2018
- 1 podio:
  - 1 vittoria

#### Coppa del Mondo - vittorie
| Data          | Luogo         | Paese  | Disciplina |
| ------------- | ------------- | ------ | ---------- |
| 16 marzo 2018 | Alpe di Siusi | Italia | SBS        |